# Els Hostalets de Pierola
Els Hostalets de Pierola est une commune de la province de Barcelone, en Catalogne, en Espagne, de la comarque d'Anoia.

## Histoire
Le château de Pierola, dont il ne reste aucun vestige, est cité dans des documents datant de 963. Il a appartenu à la vicomté de Barcelone du Xe au XIIIe siècle. En 1286, la commune a été par Alfonso II d'Aragon à Asbert de Mediona. En 1698, PauIgnasi de Dalmases achète la baronnie de Pierola. Plus tard, elle est restée entre les mains de la famille Fontcuberta qui l'a maintenu jusqu'à la fin des seigneuries dans la première moitié du XIXe siècle.
Abocador de Can Mata est un lieu de fouilles situé sur la commune, connu notamment pour les découvertes de plusieurs primates, dont, en 2002, le Piérolapithèque, d’un grand intérêt pour l’histoire de l’évolution humaine.

## Culture
L'église locale, construite en 1852 sur le site d'une ancienne chapelle romane, est dédiée à Saint Pierre. L'église de Pierola, dédiée également à Saint-Pierre, est d'origine romane et date de 1060 d'après d'anciens documents. Près de la frontière avec la municipalité de Collbató se trouve un ermitage roman déjà décrit en 1033 et étant dédie à Saint Cristóbal de Canyelles.
Les habitants de Pierola célèbrent leur grande fête au mois de juillet. En septembre, la fête des vendanges a lieu.

## Économie
La principale activité économique est l'agriculture pluviale, en particulier la culture des céréales et de la vigne. Il y a également des industries locales.
Grâce à la politique de l'ancien maire Pedro Barbado (PSC-PM), cette municipalité possède l'un des centres de stockage de déchets et autres produits les plus importants de la Catalogne, cette activité est source de revenus pour la municipalité.

## Paléontologie
Abocador de Can Mata est un lieu de fouilles situé sur la commune, connu notamment pour les découvertes de plusieurs primates, dont, en 2002, le Piérolapithèque, d’un grand intérêt pour l’histoire de l’évolution humaine.